# Nyamat
Nyamat is een bestuurslaag in het regentschap Semarang van de provincie Midden-Java, Indonesië. Nyamat telt 1448 inwoners (volkstelling 2010).